# Guamatela
Guamatela é um género botânico pertencente à família Guamatelaceae.
Possui apenas uma espécie, Guamatela tuerckheimii, nativa do México, Guatemala e Honduras.